# چوی دنیل
چوی دنیل (انگلیسی: Choi Daniel؛ زادهٔ ۲۲ فوریهٔ ۱۹۸۶) یک هنرپیشه، و بازیگر سینما اهل کره جنوبی است. وی از سال ۲۰۰۵ میلادی تاکنون مشغول فعالیت بوده‌است.